# 皮耶罗·安韦萨
皮耶罗·安韦萨（義大利語：Piero Anversa，1938年9月11日—），出生于意大利的美国干细胞学者，因提出心脏干细胞而闻名，但之后被证实是学术骗局。

## 生平
安韦萨1965年毕业于帕尔马大学病理解剖学专业。之后几年，他担任了帕尔玛大学的病理学和医学教授。
七十年代末，他移居美国，前往纽约医学院担任病理学和医学教授，心血管研究所所长，医学院副院长。

## 学术造假丑闻
2001年和2003年，皮耶罗和安娜罗萨·莱里等人分别在《自然》和《細胞》杂志上发表论文，宣称存在心脏干细胞（名字叫cKit+细胞，或称c-kit阳性细胞），其主要特征是能够分化成心肌细胞。
2004年3月，《自然》上有两篇论文指出无法重复皮耶罗的实验结果，表达c-kit的骨髓造血干细胞几乎不能分化成心肌细胞。2014年，干细胞领域的另一位专家Jeffery Molkentin证实只有0.027%的cKit+细胞能分化成心肌细胞。哈佛大学医学院和附属布莱根妇女医院对安韦萨的实验室展开了调查。同年，他发表在美国《循环》杂志的一篇论文被撤稿。
2015年，安韦萨的实验室被关闭，他本人从布莱根妇女医院离职。2017年，哈佛大学医学院被判赔偿政府1000万美元。2018年，皮耶罗发表的31篇论文被撤稿，使得他在“撤稿观察”网站上的撤稿论文数量的排名中一跃进入全球前20。